# فارق فلم
شركة فارك فيلم  (Fark Film) هي شركة إنتاج فني تركية تأسست عام 2014 في تركيا في إسطنبول يرأسها جونيت ايشان واخرون 

## المسلسلات[1]
- 2014: Beyaz Karanfil القرنفل البيضاء
- 2014 رد الفعل Reaksiyon
- 2016 قلب شجاع